# 宗座华盖

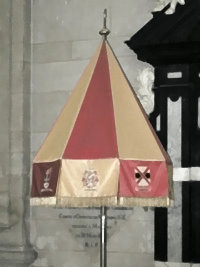
荷兰马斯特里赫特圣瑟法斯圣殿的宗座华盖

宗座华盖（Umbraculum），意大利文称为「Ombrellino」（来自拉丁文 umbra 'shade' for a sun-umbrella），是历史上的教宗王位标志和徽章（papal regalia and insignia）的一部分，曾被用来为教宗遮阳，也被称为 pavilion，现代被用作罗马天主教会和教宗权威的标志。现在可在世界上所有宗座圣殿中发现它，它一般被置于主祭坛右侧。当教宗驾临宗座圣殿时，该圣殿的宗座华盖将打开。

宗座出缺时期的纹章，内中有宗座华盖

自拉丁文译为意大利文后，它被称为ombrellino，而在英文中则是umbrella。其形状似一华盖（Baldachin）型天篷（canopy），有宽的金色和红色交替的条纹，此二色是教宗的传统颜色（白色直到拿破仑战争后才开始被用作教宗颜色）。它还有一个带小铃的杆，这是为了宣告教宗乘坐马车到来。波吉亞家族的教宗亚历山大六世是第一位使用宗座华盖作为教宗世俗权力标志的教宗；那时他手握王权经常在宗座华盖遮蔽下奔波于户外。一位教宗绅士（Papal Gentlemen）的成员经常会跟在教宗后面手握宗座华盖。
宗座华盖是圣座的纹章——宗座出缺之组成部分，该纹章被用在两位教宗在位时期之间。它在1521年首次以该方式被用在空位期的铸币上（Galbreath, 34）。
宗座华盖是教宗擢升一个教堂为宗座圣殿时所赋予的标志之一。
罗马教廷的财务总管——總司庫（Camerlengo of the Holy Roman Church）的纹章是一对金、银钥匙呈圣安德鲁十字置于宗座华盖之下。